# ستيوارت ويليامسون (نحات)
ستيوارت ويليامسون (بالإنجليزية: Stuart Williamson)‏ هو نحات بريطاني، ولد في 1948 في إنجلترا في المملكة المتحدة.